# 原宏一
原 宏一（はら こういち、1954年 - ）は、日本の小説家。

## 経歴
長野県生まれ、茨城県育ち。
学生時代はギターに打ち込み、プロミュージシャンを目指した。坂本龍一、細野晴臣らが参加した大貫妙子の2ndアルバム『SUNSHOWER』('77)「誰のために」でもプレイしたが、圧倒的な才能に接して音楽の道を断念。早稲田大学卒業後広告制作会社のコピーライターとなる。1985年、東京コピーライターズクラブ新人賞を受賞し 、フリーランスとなる。
1997年、『かつどん協議会』で小説家デビューしたが、10冊ほど発表した本はすべて初版止まり。2007年に小説家を辞めることを決めて資料本も処分したが、1か月後に1999年に発表した『床下仙人』（祥伝社文庫）が有隣堂ルミネ町田店の書店員の目に止まり、店頭POPをきっかけに初の増刷が決定。同作が「啓文堂書店おすすめ文庫大賞」に選ばれ、再び小説家として活動する。
2009年から「ヤッさん」シリーズを刊行し、同シリーズが2016年にテレビドラマ化。

## 作品リスト
- かつどん協議会（1997年5月 ベネッセコーポレーション / 1999年2月 幻冬舎文庫 / 2009年1月 集英社文庫）
- こたつ（1998年1月 ベネッセコーポレーション / 2008年12月 角川文庫）
- 極楽カンパニー（1998年10月 幻冬舎 / 2009年7月 集英社文庫）
- 姥捨てバス（1998年10月 ベネッセコーポレーション / 2008年4月 角川文庫）
- 床下仙人（1999年9月 祥伝社 / 2001年1月 祥伝社文庫）
- ムボガ（2000年10月 幻冬舎 / 2008年9月 集英社文庫）
- 爆破屋（2002年1月 小学館 / 2004年1月 小学館文庫）
  - 【改題】ダイナマイト・ツアーズ（2008年3月 祥伝社文庫）《2004年刊の増訂》
- 暴走爺（2002年9月 小学館文庫）
- 穴（2003年2月 実業之日本社 / 2008年3月 Jノベル・コレクション / 2014年6月 実業之日本社文庫）
  - 2008年版は2003年刊の増訂。2014年版は2003年刊へ加筆、修正。
- 天下り酒場（2007年10月 祥伝社文庫）
- トイレのポツポツ（2009年2月 集英社）
  - 【改題】 シャイン！（2012年3月 集英社文庫）《加筆、修正》
- 東京箱庭鉄道（2009年5月 祥伝社 / 2011年10月 祥伝社文庫）
- へんてこ隣人図鑑（2009年7月 角川文庫）
- 大仏男（2010年3月 実業之日本社 / 2013年4月 実業之日本社文庫）
- アイドル新党（2011年5月 徳間書店 / 2012年9月 徳間文庫）
- 東京ポロロッカ（2011年11月 光文社 / 2013年12月 光文社文庫）
- ファイヤーボール（2012年2月 PHP研究所 / 2015年9月 PHP文庫）
  - 2012年刊に加筆、修正。
- 握る男（2012年10月 角川書店 / 2015年3月 角川文庫）
  - 2012年刊に加筆、修正。
- ヴルスト！ヴルスト！ヴルスト！（2013年9月 光文社 / 2016年7月 光文社文庫）
  - 2013年刊に加筆、修正。
- ねじれびと（2018年10月 祥伝社 / 2021年10月 祥伝社文庫）
- うたかた姫（2019年11月 祥伝社 / 2023年2月 祥伝社文庫）
- たわごとレジデンス（2023年8月 祥伝社）
- 蕎麦打ち万太郎（2025年1月 祥伝社）

### 閉店屋五郎シリーズ
- 閉店屋五郎（2015年4月 文藝春秋 / 2017年10月 文春文庫）
- 廃墟ラブ 閉店屋五郎2 （2018年8月 文藝春秋）

### ヤッさんシリーズ
- ヤッさん（2009年11月 双葉社 / 2012年10月 双葉文庫）
- 神楽坂のマリエ ヤッさんII（2014年3月 双葉社）
  - 【改題】ヤッさんII 神楽坂のマリエ（2015年10月 双葉文庫）
- 築地の門出 ヤッさんIII（2015年11月 双葉社）
  - 【改題】ヤッさんIII 築地の門出 (2018年10月 双葉文庫)
- 料理人の光 ヤッさんIV（2016年12月 双葉社）
  - 【改題】ヤッさんIV 料理人の光 (2019年10月 双葉文庫)
- 春とび娘 ヤッさんV（2019年12月 双葉社）
  - 【改題】ヤッさんV 春とび娘 (2022年12月 双葉文庫)
- ヤスの本懐 ヤッさんファイナル（2021年8月 双葉社）
  - 【改題】ヤッさんファイナル ヤスの本懐 (2024年9月 双葉文庫)

### 佳代のキッチンシリーズ
- 佳代のキッチン（2010年12月 祥伝社 / 2013年7月 祥伝社文庫）
  - 2010年刊の加筆、訂正。
- 女神めし 佳代のキッチン2（2015年9月 祥伝社 / 2017年5月 祥伝社文庫）
- 踊れぬ天使 佳代のキッチン3（2017年5月 祥伝社）
- 佳代のキッチン ラストツアー （2021年12月 祥伝社 / 2024年12月 祥伝社文庫）

### 間借り鮨まさよシリーズ
- 間借り鮨まさよ（2023年1月 双葉社）
- 同居鮨 間借り鮨まさよII（2024年5月 双葉社）

### 星をつける女シリーズ
- 星をつける女（2017年1月 KADOKAWA / 2019年2月 角川文庫）

- 穢れ舌（2018年3月 KADOKAWA）
  - 【改題】星をつける女 疑惑のウニ（2021年3月 角川文庫）

### アンソロジー
「」内が原宏一の作品
- 君と過ごす季節 春から夏へ、12の暦物語（2012年12月 ポプラ文庫）「芒種」
- 3時のおやつ（2014年10月 ポプラ文庫）「ペヤングソースやきそば」

## メディア・ミックス

### テレビドラマ
- 世にも奇妙な物語 春の特別編「ボランティア降臨」（2009年3月30日、フジテレビ、主演：大竹しのぶ、原作：「ボランティア降臨」『天下り酒場』所収）
- ヤッさん〜築地発！おいしい事件簿〜（2016年7月22日 - 8月26日、テレビ東京、主演：伊原剛志、原作：『ヤッさん』）

### ラジオドラマ
- ヤッさん（2010年5月3日 - 14日、NHK-FM『青春アドベンチャー』）[7]
- 閉店屋五郎（2018年8月 - 9月、NHKラジオ第一『新日曜名作座』、主演：西田敏行）[8]
- 閉店屋五郎2（2019年6月30日 - 8月11日、NHKラジオ第一『新日曜名作座』、主演：西田敏行）[9]